# داء اختزان الغليكوجين النمط الخامس
داء اختزان الغليكوجين من النمط الخامس (GSD5 - GSD-V)، المعروف أيضًا باسم مرض مكاردل، هو اضطراب أيضي، وبشكل أكثر تحديدًا هو أحد أمراض تخزين الجليكوجين العضلي، وسبب حدوثه هو نقص إنزيم الميوفوسفوريلاز. نسبة حدوث المرض هي واحد من كل 100 ألف شخص، بنسبة قريبة لنسب إصابة النمط الأول منه.
أول من أبلغ عن المرض الدكتور بريان مكاردل من مستشفى غاي في لندن في عام 1951.

## العلامات والأعراض
عادة ما يُلاحظ بدء المرض في مرحلة الطفولة، ولكن لا يُشخّص غالبًا حتى العقد الثالث أو الرابع من العمر. تشمل الأعراض عدم تحمل التمارين وآلام في العضلات، والتعب المبكر، وتشنجات مؤلمة، ووجود الميوغلوبين في البول (غالبًا ما يكون بعد ممارسة التمارين). قد تنجم بيلة الميوغلوبين عن تحلل في العضلات الهيكلية المعروفة باسم انحلال الربيدات، وهي حالة تتفكك فيها الخلايا العضلية، وترسل محتوياتها إلى مجرى الدم.
قد يحدث عند المرضى ظاهرة «الموجة الثانية». إذ يتحمل المريض التمارين الهوائية بشكل أفضل مثل المشي وركوب الدراجات بعد حوالي 10 دقائق. وسبب ذلك هو زيادة تدفق الدم وقدرة الجسم على إيجاد مصادر بديلة للطاقة، مثل الأحماض الدهنية والبروتينات. على المدى الطويل، قد يحدث عند المرضى فشلًا كلويًا بسبب بيلة الميوغلوبين، ومع تقدم العمر، قد يُظهر المرضى ضعفًا متزايدًا بشكل تدريجي وفقدانًا كبيرٌا للعضلات.
قد يُسعَف المرضى إلى غرف الطوارئ بسبب تقلصات شديدة في العضلات وغالبًا ما تكون الآلام شديدة. يتطلب ذلك تقييمًا عاجلًا لانحلال الربيدات، إذ تحدث أذيات كلوية حادة في 30% من الحالات، وقد تكون مهددة للحياة إذا تُركت دون علاج. في عدد قليل من الحالات، تطورت متلازمة الحيز، مما يتطلب إحالة جراحية سريعة.

## علم الوراثة
يوجد نوعان وراثيان جسميان متنحيان من هذا المرض، الأول يظهر في بداية فترة الطفولة والثاني يظهر عند البالغين. يقع جينPYGM المسؤول عن التعبير عن إنزيم الميوفوسفوريلاز (النوع العضلي منه)، على الصبغي 11q13. وفقًا لأحدث المعلومات المتوفرة عن المرض يوجد 95 طفرة مختلفة. قد تختلف أشكال الطفرات بين المجموعات العرقية. مثلًا، طفرة R50X (Arg50Stop) المشار إليها سابقًا باسم R49X)) هي الطفرة الأكثر شيوعًا في أمريكا الشمالية وأوروبا الغربية، وطفرة Y84X أكثر شيوعًا في وسط أوروبا.
عُرفت الطريقة الدقيقة التي يتعطل فيها البروتين في بعض الطفرات بشكل واضح. مثلًا، من المعروف أن طفرة R138W تعطل موقع ارتباط فوسفات البيريدوكسال. في عام 2006، اكتشفت طفرة أخرى (c.13_14delCT) يترافق المرض في حال وجودها بزيادة في حدة الأعراض بالإضافة إلى طفرة Arg50Stop الشائعة.

### إنزيم الميوفوسفوريلاز

#### البنية
يتكون هيكل الميوفوسفوريلاز من 842 حمض أميني. وزن سلائفه الجزيئية غير المعالجة 97 كيلو دالتون. حُدّد الهيكل ثلاثي الأبعاد لهذا البروتين. تُعرف تفاعلات العديد من الأحماض الأمينية التي تدخل في تركيب الميوفوسفوريلاز. تتعدل بروتينات Ser-14 بواسطة إنزيم الفسفوريلاز كيناز أثناء تنشيط الإنزيم. يشارك Lys-680 في ربط فوسفات البيريدوكسال، وهو الشكل النشط لفيتامين B6، وهو عامل مساعد يحتاجه الفوسفوريلاز. من خلال التشابه، قُدّر وجود مواقع أخرى مثل: Tyr-76 الذي يربط AMP وCys-109وCys-143 التي تساعد في عملية ربط الوحدة الفرعية، وقد يشارك Tyr-156 في التحكم التفارغي.

#### الوظيفة
الميوفوسفوريلاز هو فسفوريلاز الغليكوجين الموجود في العضلات والذي يحفز التفاعل التالي:
((1→4)-alpha-D-glucosyl) (n) + phosphate = ((1→4)-alpha-D-glucosyl) (n-1) + alpha-D-glucose 1-phosphate
يؤدي فشل هذا الإنزيم في النهاية إلى إعاقة عمل الأتباز، وسبب ذلك هو عدم وجود انخفاض طبيعي في درجة الحموضة أثناء التمرين، مما يضعف توازن كيناز الكرياتين ويزيد من ثنائي فسفات الأدينوزين.

## الفيزيولوجيا المرضية
يشارك الميوفوسفوريلاز في تحلل الغليكوجين إلى الغلوكوز من أجل استخدامه في العضلات. يزيل الإنزيم بقايا 1.4 غليكوزيل من الفروع الخارجية للغليكوجين ويضيف الفوسفات غير العضوي لتكوين الغلوكوز -1 فوسفات. تشكل الخلايا الغلوكوز -1 فوسفات بدلًا من الغلوكوز أثناء تحلل الغليكوجين لأن الغلوكوز القطبي الفوسفوري (الغلوكوز -1 فوسفات) لا يستطيع أن يعبر غشاء الخلية وبالتالي يُستَخدم من أجل التقويض داخل الخلايا والحصول على الطاقة.
يكون الفوسفوريلاز في شكله النشط بعد فسفرته. يلعب إنزيم الفوسفوريلاز كيناز دورًا في فسفرة فوسفوريلاز الغليكوجين لتنشيطه هو وإنزيم آخر، هو الفوسفاتيز-1، يعطل نزع الفسفرة من نشاط فوسفوريلاز الغليكوجين.

## التشخيص
يوجد بعض الفحوصات المخبرية التي قد تساعد في تشخيص المرض. سيُلاحظ عند أخذ خزعة من العضلات عدم وجود الميوفوسفوريلاز في ألياف العضلات. في بعض الحالات، يمكن رؤية الغليكوجين المصبوغ بحمض شيف عن طريق الفحص المجهري.
يمكن إجراء التسلسل الجيني لجين PYGM (الذي يرمز إلى الشكل الإسوي العضلي لفوسفوريلاز الغليكوجين) لتحديد وجود الطفرات الجينية، وتحديد ما إذا كان مكاردل موجودًا. هذا النوع من الاختبارات أقل بضعًا من خزعة العضلات.
يمكن أن يجري الطبيب أيضًا اختبار تمرين نقص تروية الساعد. تشير بعض النتائج إلى أنه يمكن إجراء اختبار غير إقفاري بنتائج مماثلة. قد تتضمن النسخة غير الإقفارية من هذا الاختبار عدم قطع تدفق الدم إلى الذراع أثناء إجراء التمرين. النتائج المتسقة مع مرض مكاردل تشمل وجود اللاكتات (حمض اللبنيك) ومستويات الأمونيا المرتفعة في الدم الوريدي. تشير هذه النتائج إلى حرمان شديد للعضلات من الغلوكوز.
من الممكن ألا يرتفع لاكتات المصل جزئيًا بسبب زيادة امتصاصه عبر ناقل أحادي الكربوكسيل (MCT1) الذي يرتفع تركيزه في العضلات الهيكلية في مرض مكاردل. يمكن استخدام اللاكتات كمصدر للطاقة بمجرد تحويله إلى البيروفات. قد ترتفع مستويات الأمونيا لأنها منتج ثانوي لمسار كيناز الأدينيلات، وهو مسار بديل لإنتاج الطاقة. يتحد في هذا المسار جزيئين ثنائي فوسفات الأدينوزين ليصنعوا جزيء أتباز، يكون جزيء الأتباز في هذه العملية منزوع الأمين، وينتج أحادي فوسفات الإينوزين والأمونيا.
يمكن للأطباء أيضًا التحقق من مستويات كيناز الكرياتين في أوقات الراحة، والتي تزداد بشكل معتدل عند 90% من المرضى. في بعض الحالات، تكون تراكيز الكرياتينين كيناز مرتفعة جدًا، فالشخص غير المصاب بداء تخزين الغليكوجين ستكون مستويات الكرياتينين كيناز لديه بين 60 و400 وحدة دولية/لتر، بينما قد تصل لدى الشخص المصاب بالمتلازمة حتى 5000 وحدة دولية/لتر أثناء الراحة، وقد يرتفع إلى 35000 وحدة دولية/لتر أو أكثر عند بذل مجهود عضلي. قد يساعد ذلك في التمييز بين متلازمة مكاردل ونقص كارنيتين بالميتويل ترانسفيراز 2، وهو اضطراب التمثيل الغذائي للدهون والذي يمنع الأحماض الدهنية من الانتقال إلى الميتوكوندريا لاستخدامها كمصدر للطاقة. يجب إجراء فحوص الكتروليتات المصل ودراسات الغدد الصماء (مثل وظيفة الغدة الدرقية ووظيفة الغدة جارات الدرق ومستويات هرمون النمو). يُطلَب فحص البول فقط في حالة الاشتباه بانحلال الربيدات، ويتأكد الأطباء من حجم البول ورواسبه ومستويات الميوغلوبين. في حالة الاشتباه بانحلال الربيدات، سيُفحص ميوغلوبين المصل، والكرياتين كيناز، واللاكتات ديهيدروجينات، والكهارل، ووظيفة الكليتين.[بحاجة لمصدر]

## العلاج
ظهر في بعض الدراسات أن برامج التمارين الخاضعة للإشراف تحسن القدرة على تحمل التمارين من خلال عدة طرق.
ثبت أن علاج السكروز الفموي (مثل إعطاء مشروبات رياضية تحتوي على 75 غرامًا من السكروز في 660 مل) قبل 30 دقيقة من التمرين يساعد في تحسين تحمل التمارين بما في ذلك انخفاض معدل ضربات القلب وانخفاض مستوى الجهد المبذول مقارنةً بالدواء الوهمي.